# Exoprosopa venosa
Exoprosopa venosa är en tvåvingeart som först beskrevs av Christian Rudolph Wilhelm Wiedemann 1819.  Exoprosopa venosa ingår i släktet Exoprosopa och familjen svävflugor. Inga underarter finns listade i Catalogue of Life.